# Friedhof Hohenschönhausen

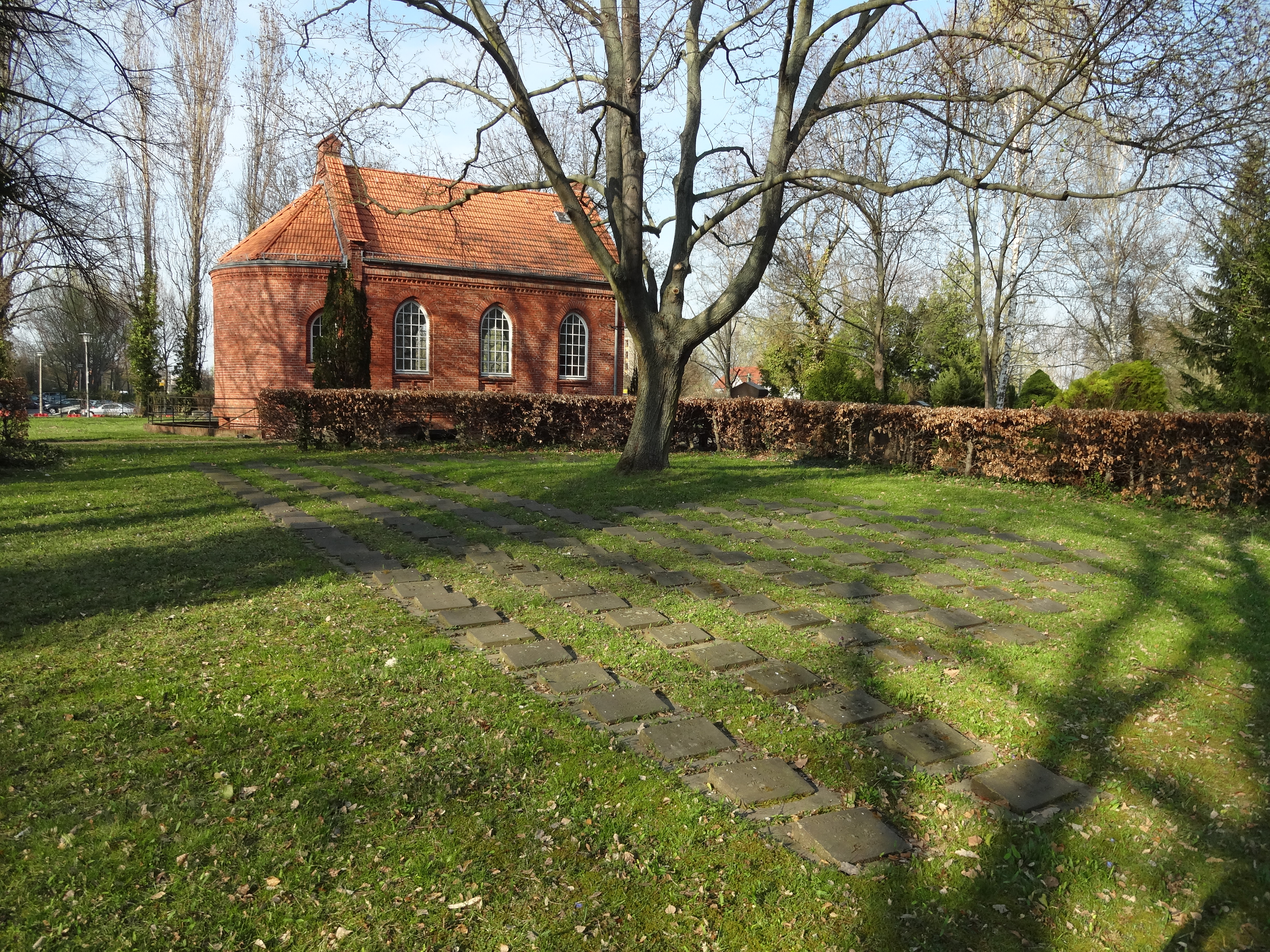
Kapelle und Kriegsgräber

Der Friedhof Hohenschönhausen ist ein städtischer Friedhof im Berliner Ortsteil Alt-Hohenschönhausen. Auf ihm befindet sich ein Denkort für die Opfer des sowjetischen Speziallagers Nr. 3.

## Lage

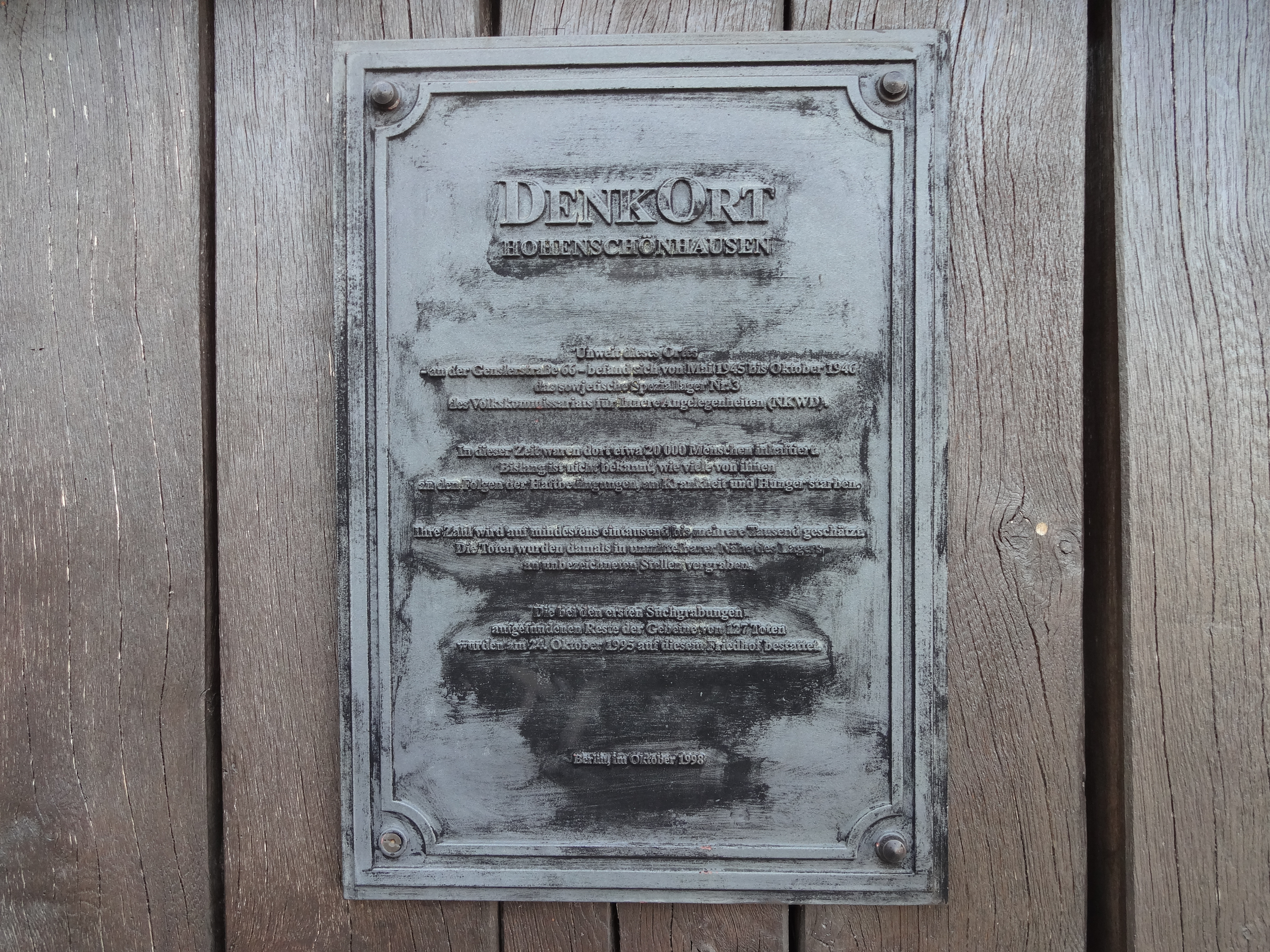
Tafel am Eingang

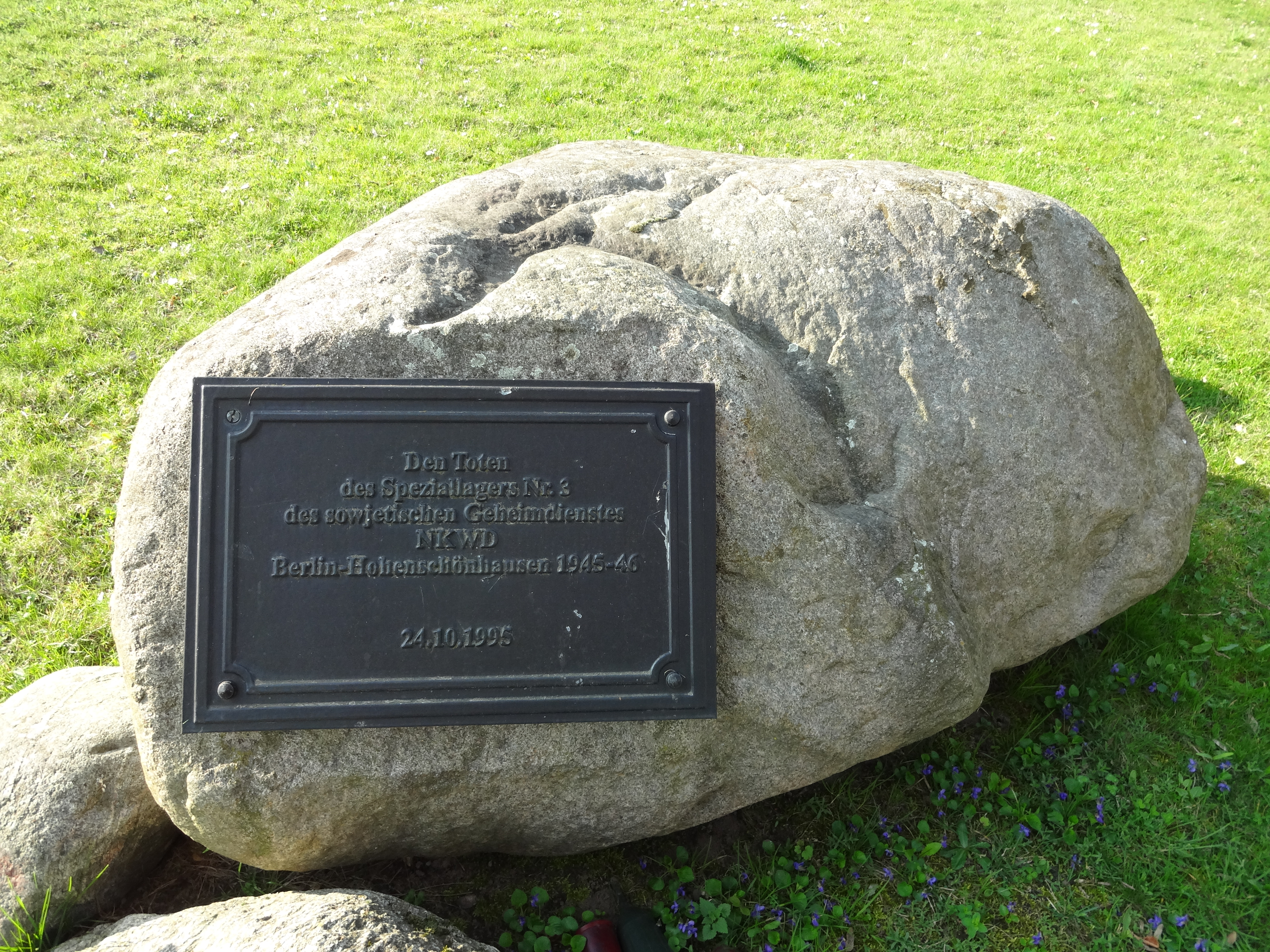
Findling mit Gedenktafel

Das 7.068 m² große Friedhofsgelände wird im Norden von der Gärtnerstraße, im Osten von der Rhinstraße, im Süden und Westen von der Ferdinand-Schultze-Straße begrenzt. Der Eingang befindet sich an der Ecke Rhinstraße / Ferdinand-Schultze-Straße.

## Geschichte
Ursprünglich befand sich der Dorffriedhof von Hohenschönhausen auf dem Gelände der Taborkirche in der Hauptstraße. Aufgrund des Bevölkerungswachstums reichte Mitte der 1850er Jahre die Fläche nicht mehr aus. Der Friedhof wurde geschlossen, und die Gemeinde Hohenschönhausen errichtete 1855 den Friedhof an der Gärtnerstraße. Die erste Bestattung fand am 2. August 1856 statt. Auf dem Friedhof befinden sich ein Sammelgrab und 287 Einzelgräber von Kriegsopfern.
DenkOrt
In unmittelbarer Nachbarschaft des Friedhofs befand sich von Mai 1945 bis Oktober 1946 das Speziallager Nr. 3 des NKWD in der Genslerstraße, in dem während dieser Zeit etwa 20.000 Menschen interniert waren. Nach Ermittlungen der Gedenkstätte Berlin-Hohenschönhausen kamen hier etwa 1000 Menschen durch Hunger, Kälte und Krankheit ums Leben. Ihre Leichen wurden anonym in Bombentrichtern und Karbidschlammgruben verscharrt.

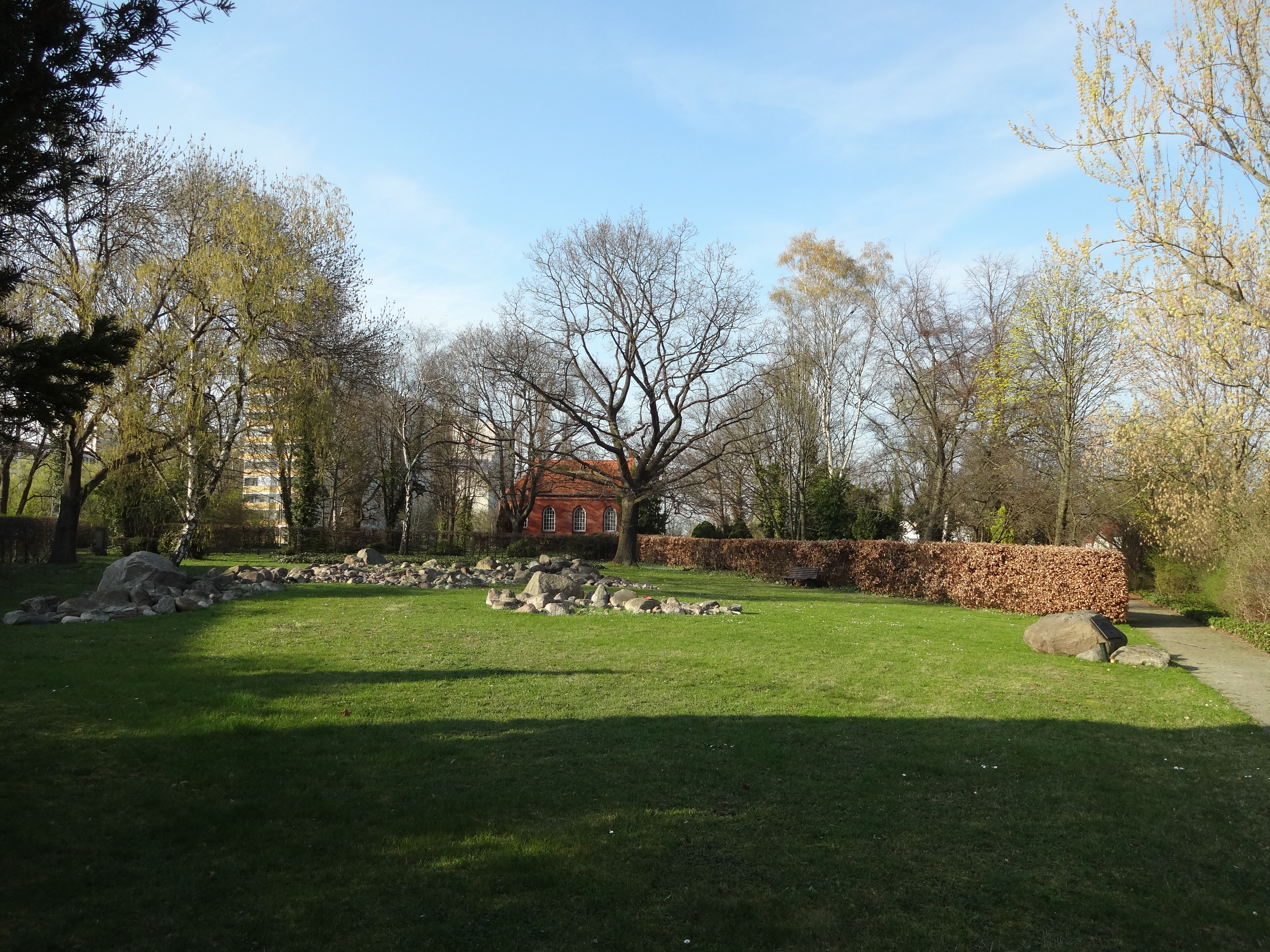
„DenkSteinFeld“

1995 wurden bei Suchgrabungen im Umfeld des Lagers zahlreiche Gebeine der namenlosen Toten gefunden und auf dem Friedhof bestattet. Am 24. Oktober 1998 wurde ein „DenkOrt“ eingeweiht, gestaltet nach einem Entwurf des Designers Manfred Höhne. Dazu gehört ein von 2,30 Meter hohen Eichenbohlen eingefasstes U-förmiges Eingangslabyrinth in der Ferdinand-Schultze-Straße direkt neben dem eigentlichen Friedhofseingang. Auf einer gusseisernen Tafel am Eingang wird der Anlass für die Errichtung der Gedenkstätte erklärt. Ein Weg im äußeren Bereich des eigentlichen Friedhofes führt zum »DenkSteinFeld«, auf dem Findlinge in unterschiedlichen Größen, Farben und Formen die anonymen Toten symbolisieren. Ein großer Findling mit einer gusseisernen erklärenden Tafel liegt direkt am Weg. Bei späteren Grabungen wurden weitere 132 Gebeine der im Speziallager Nr. 3 Verstorbenen geborgen, die 1999 ebenfalls hier bestattet wurden.
Jedes Jahr findet auf dem Friedhof eine Gedenkveranstaltung statt (in der Regel am Jahrestag der Einweihung).